# Pilar Blanco-Morales Limones
Pilar Blanco-Morales Limones (Llerena, Badajoz, 24 de abril de 1958) es una jurista y política española. Durante la X legislatura fue vicepresidenta primera y consejera de Hacienda y Administración Pública de la Junta de Extremadura, con el tercer ejecutivo de Fernández Vara.

## Trayectoria
Nacida en Llerena, es catedrática de Derecho Internacional Privado, por la universidad de Extremadura, siendo Vicerrectora de Extensión Universitaria de dicha institución (la primera mujer en convertirse vicerrectora de la universidad pública extremeña).
Fue Directora General de los Registros y el Notariado del Ministerio de Justicia, siendo miembro del grupo especial encargado de redactar el Código de Buen Gobierno de las Sociedades Cotizadas.
Ha sido vicepresidenta y portavoz socialista del consejo de administración de la Corporación Extremeña de Medios Audiovisuales, vicepresidenta de la fundación Centro de Documentación e Información Europea de Extremadura y miembro del Consejo Consultivo para la Cooperación Fronteriza de la Asamblea de Regiones Fronterizas de Europa.
Ha sido diputada de la asamblea de Extremadura y portavoz del Grupo Parlamentario Socialista entre 1999 y 2003.
Es autora de una amplia obra doctrinal en campos del Derecho del Comercio Internacional, Derecho de Familia, Derecho de Sucesiones, Derecho de la Nacionalidad y Derecho de Sociedades, con estancias de investigación, entre otras, en el Instituto Max Planck de Hamburgo.
Posee el premio Extraordinario de Doctorado de la Universidad de Extremadura, el premio Pluma Individual, la Encomienda de Isabel la Católica y la Gran Cruz al Mérito Militar, con distintivo blanco, del ministerio de Defensa.
Es famosa por realizar preguntas a sus alumnos que los dejaban sin respuesta como “podría decirme cuál es el caudal hermenéutico de la normas de derecho bilateral abstracto”.